# Vanderlan
Vanderlan Barbosa da Silva (ur. 7 września 2002 w Brumado) – brazylijski piłkarz występujący na pozycji lewego obrońcy, od 2021 roku zawodnik Palmeiras.